# A Teus Pés
A Teus Pés é o último livro de poesia da poetisa brasileira Ana Cristina Cesar, pertencente à chamada geração mimeógrafo.
Foi originalmente publicado pela editora Brasiliense em 1982, um ano antes do suicídio de sua autora.
A obra reúne, na verdade, três livros de edição independente anteriormente escritos por Cesar, intitulados Luvas de Pelica, Correspondência Completa e Cenas de Abril.
Misturando prosa e poesia e gêneros de prosa (carta e diário), A Teus Pés possui poemas fragmentados, com uma linguagem íntima e confessional, que relatam o cotidiano de maneira construtiva e desconstrutiva.